# بارون سور اودون
بارون سور اودون (به فرانسوی: Baron-sur-Odon) یک کمون در فرانسه است که در کالوادوس واقع شده‌است. بارون سور اودون ۶٫۴۳ کیلومتر مربع مساحت دارد ۸۴ متر بالاتر از سطح دریا واقع شده‌است.

## خواهرخوانده
شهرهای گاوکونیگسهوفن و Chittlehampton خواهرخوانده‌های بارون سور اودون هستند.